# Vertrag von Lircay
Den Vertrag von Lircay schlossen am 3. Mai 1814 die Führer der chilenischen Unabhängigkeitsbewegung mit dem Heerführer der spanisch-königstreuen Truppen. Er sicherte den Chilenen ihre eigene Regierung zu, während die Zugehörigkeit Chiles zum spanischen Königreich festgeschrieben wurde. Beide Seiten brachen den Vertrag bald.

## Zustandekommen des Vertrages
Der Widerstand der Chilenen richtete sich ab 1810 zunächst gegen die Usurpation des spanischen Thrones durch Joseph Bonaparte, den Bruder von Napoléon Bonaparte. Mit dem Vertrag von Valençay im Dezember 1813 erhielt Ferdinand VII. die spanische Krone zurück und beanspruchte die Herrschaft über das gesamte spanische Kolonialreich, darunter auch das Generalkapitanat Chile. Militärisch hatten die Spanier im chilenischen Unabhängigkeitskrieg die Chilenen zu dieser Zeit in die Defensive gedrängt. Die neue Situation spaltete die Chilenen zudem in eine königstreue Fraktion und die Verfechter der Unabhängigkeit (unter der Führung von Bernardo O’Higgins).
Der Heerführer der Spanier, Gabino Gaínza (unterstützt von José Rodríguez, der später unter O’Higgins Finanzminister Chiles war), traf sich mit den Vertretern der Chilenen (darunter der Director Supremo Francisco de la Lastra, Bernardo O’Higgins und Juan Mackenna) am Flussufer des Río Lircay, etwa zwei Meilen außerhalb von Talca.

## Inhalte des Vertrages
Die Vereinbarung bestand aus 16 Artikeln. Die Chilenen bekräftigten ihre Loyalität gegenüber König Ferdinand und gestanden zu, dass Chile ein integraler Bestandteil der spanischen Monarchie sei. Sie versprachen, Spanien im Rahmen ihrer Möglichkeiten zu unterstützen, Vertreter an die Cortes von Cádiz zu entsenden und ihre Truppen nördlich des Río Lontué zurückzunehmen. In der Präambel des Vertrages wurden die Brüder Carrera (ohne sie namentlich zu nennen) als die Schuldigen für den „Ruin des Königreiches“ verurteilt. Als Teil der Vereinbarung verzichteten die Chilenen auf das Tragen der chilenischen Trikolore und wollten stattdessen wieder die königlich spanische Flagge hissen.
Die Spanier anerkannten im Gegenzug die provisorische chilenische Regierung, sie versprachen, den Hauptteil ihrer Truppen aus der Provinz Concepción abzuziehen, den Río Maule nicht zu überschreiten und die Stadt Talca nicht zu betreten.
Daneben vereinbarten die Parteien verschiedene praktische Regelungen über das Ende der Feindseligkeiten, darunter einen Gefangenenaustausch (von dem José Miguel Carrera ausdrücklich ausgeschlossen war), die Rückgabe konfiszierter Güter und die Bezahlung der Kosten für die spanischen Truppen.

## Folgen nach Vertragsschluss
Nach Abschluss der Verhandlungen begann Gaínza mit dem Rückzug bis Chillán, doch verließ er die Provinz nicht in vereinbartem Umfang, sondern blieb dort in Hoffnung auf Verstärkung. Seine Vorgesetzten machten ihm Vorwürfe, dass er die Provinz den Chilenen überlassen wollte, doch er beruhigte sie, dass er nie die Absicht gehabt hätte, diesen Teil des Vertrages zu erfüllen.
Auf der anderen Seite zogen sich auch die Chilenen nicht vertragsgemäß zurück, sondern blieben in Talca.
Der spanische Vizekönig José Fernando Abascal y Sousa weigerte sich, den Vertrag zu ratifizieren und entsandte stattdessen ein neues Expeditionsheer nach Chile; diesmal unter Führung von Mariano Osorio. Sein Verhandlungsführer Gaínza wurde in Lima vor Gericht gestellt, weil er mit den Zugeständnissen seine Kompetenzen überschritten habe.
Auf chilenische Seite waren die Zugeständnisse der wesentliche Auslöser für den Sturz der Regierung von Lastra durch den Staatsstreich unter José Miguel Carrera am 23. Juli 1814.